# 아비앙카 온두라스
아비앙카 온두라스(스페인어: Isleña de Inversiones SA de CV, 스페인어: Aviaca Honduras)는 1981년에 설립된 항공사로 콜롬비아의 아비앙카 항공의 자회사로 허브 공항은 온두라스의 수도 라세이바에 위치한 골로슨 국제공항이 있으며 본사는 온두라스 라세이바에 있다.

## 운항 노선
- 2015년 2월 기준으로 아비앙카 온두라스는 다음과 같은 노선을 운항하고 있다.[1]
  - 라세이바 - 골로슨 국제공항 허브
  - 로아탄섬 - 후안 마누엘 갈베스 국제공항
  - 산페드로술라 - 라몬 비예다 모랄레스 국제공항
  - 테구시갈파 - 톤콘틴 국제공항

## 보유 기종
- 2015년 2월 기준으로 아비앙카 온두라스는 다음과 같은 기종을 보유하고 있으며 평균 기령은 19.5년이다.[2]